# 赤井官衙遺跡
赤井官衙遺跡（あかいかんがいせき）は、宮城県東松島市赤井に所在する古代の郡衙跡を中心とする複合遺跡。近隣の矢本横穴とともに赤井官衙遺跡群を構成し「赤井官衙遺跡群 赤井官衙遺跡 矢本横穴」の名称で、2021年（令和3年）3月26日に国の史跡に指定された。

## 解説
奈良時代に築かれた多賀城の周辺には、「天平五柵」といわれる5つの城柵（牡鹿柵・色麻柵・玉造柵・新田柵の4柵、および名称不明の1柵）が置かれたことが『続日本紀』天平9年（739年）4月条に見える。
赤井官衙遺跡では、1986年（昭和61年）より東松島市教育委員会の本格的な発掘調査が行われ、高床倉庫群（正倉）や郡家の居館と見られる掘立柱建物や区画が検出され、牡鹿郡衙跡として知られていた。城柵跡とみられる木塀の遺構も検出されたことから、郡家のほか天平五柵のひとつである牡鹿柵も兼ねていたことが判明した。また、5キロメートルほど離れた丘陵の斜面には一族が葬られた矢本横穴があり、造営したのは古代の陸奥国で随一の豪族となり陸奥経営に大功があった道嶋氏と考えられている。